# Stanislav Pedõk
Stanislav Pedõk (* 6. Juni 1988 in Blysnjuky, heute Oblast Charkiw, Ukraine) ist ein estnischer Fußballtorhüter.
Pedõk begann seine Karriere beim unterklassigen Verein Pärnu JK 88. Später wechselte er zum JK Vaprus Pärnu, wo er Stammspieler wurde. Mitte der Saison 2007 wechselte er zum Vorzeigeklub Estland dem FC Flora Tallinn. Dort kam er auch in der 2. Mannschaft zu mehreren Einsätzen.

## Nationalmannschaft
Für die estnische U-21-Auswahl bestritt er 19 Länderspiele. Für die A-Nationalmannschaft wurde er erstmals am 30. Dezember 2009 berufen, kam aber dabei nicht zum Einsatz.

## Erfolge
- Estnischer Meister: 2010
- Estnischer Pokalsieger: 2008, 2009, 2011